# Atemregler

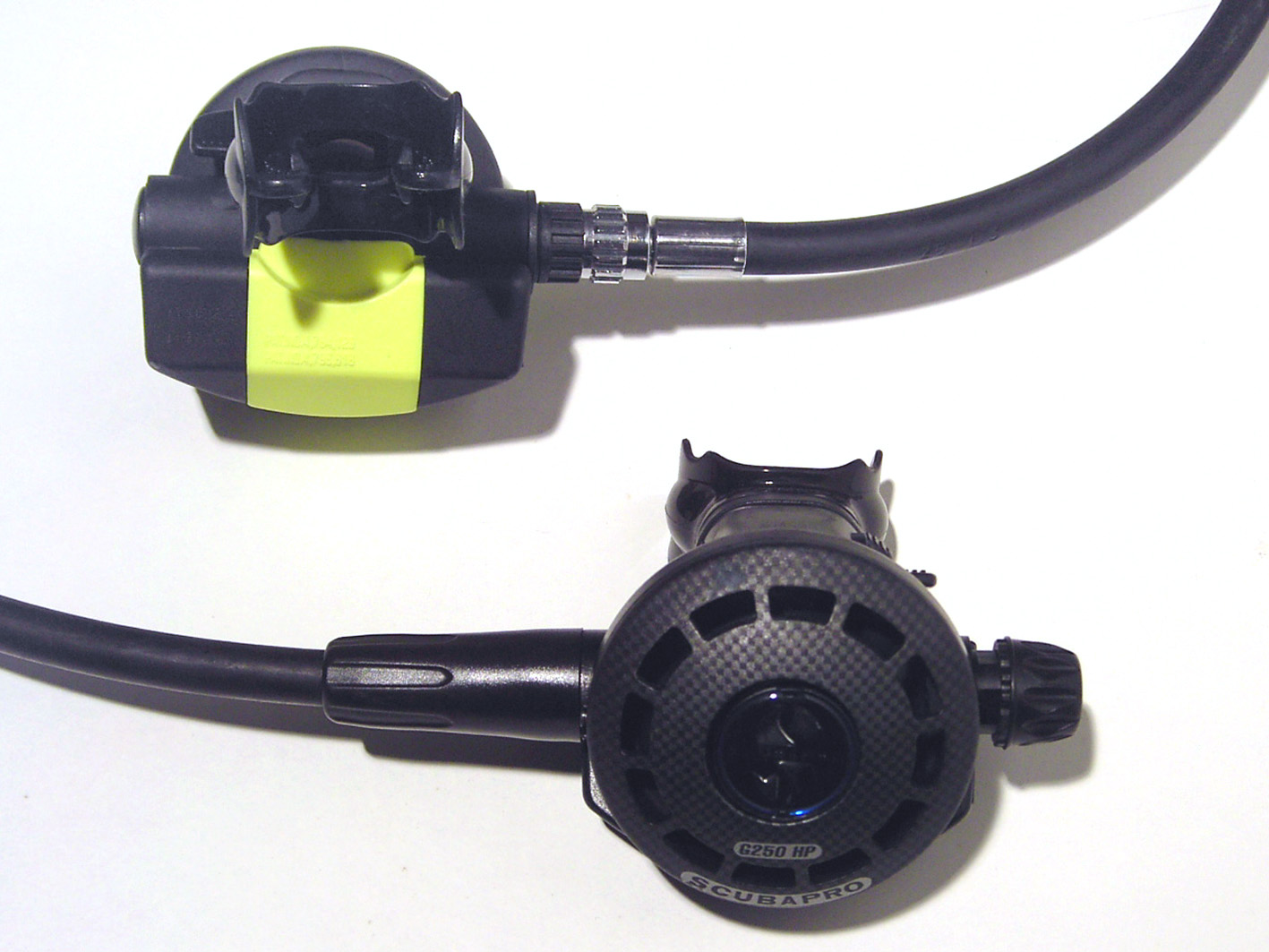
Teile eines Lungenautomaten für Taucher: Hauptatemregler unten, Oktopus als Notversorgung oben

Der Atemregler, auch Lungenautomat oder kurz Automat bzw. Regler genannt (englisch regulator), ermöglicht das Atmen eines unter Druck stehenden Atemgases, auch unter Wasser oder in einer giftigen Atmosphäre. Dazu wird das Atemgas aus der Druckluftflasche durch den Atemregler auf den in der Umgebung herrschenden Druck reduziert. Atemregler werden in Drucklufttauchgeräten, bei Rettungsorganisationen und in der Medizintechnik eingesetzt.
Der Atemregler bestand früher aus einer Stufe. Heute sind zwei Stufen gebräuchlich. Die erste Stufe (Druckminderer) reduziert den Flaschendruck von meist 200 bis 300 bar auf einen Mitteldruck von rund 4 bis 12 bar (abhängig vom Hersteller) über dem Umgebungsdruck. Die zweite Stufe reduziert den Mitteldruck dann auf den Umgebungsdruck.

## Entwicklungsgeschichte

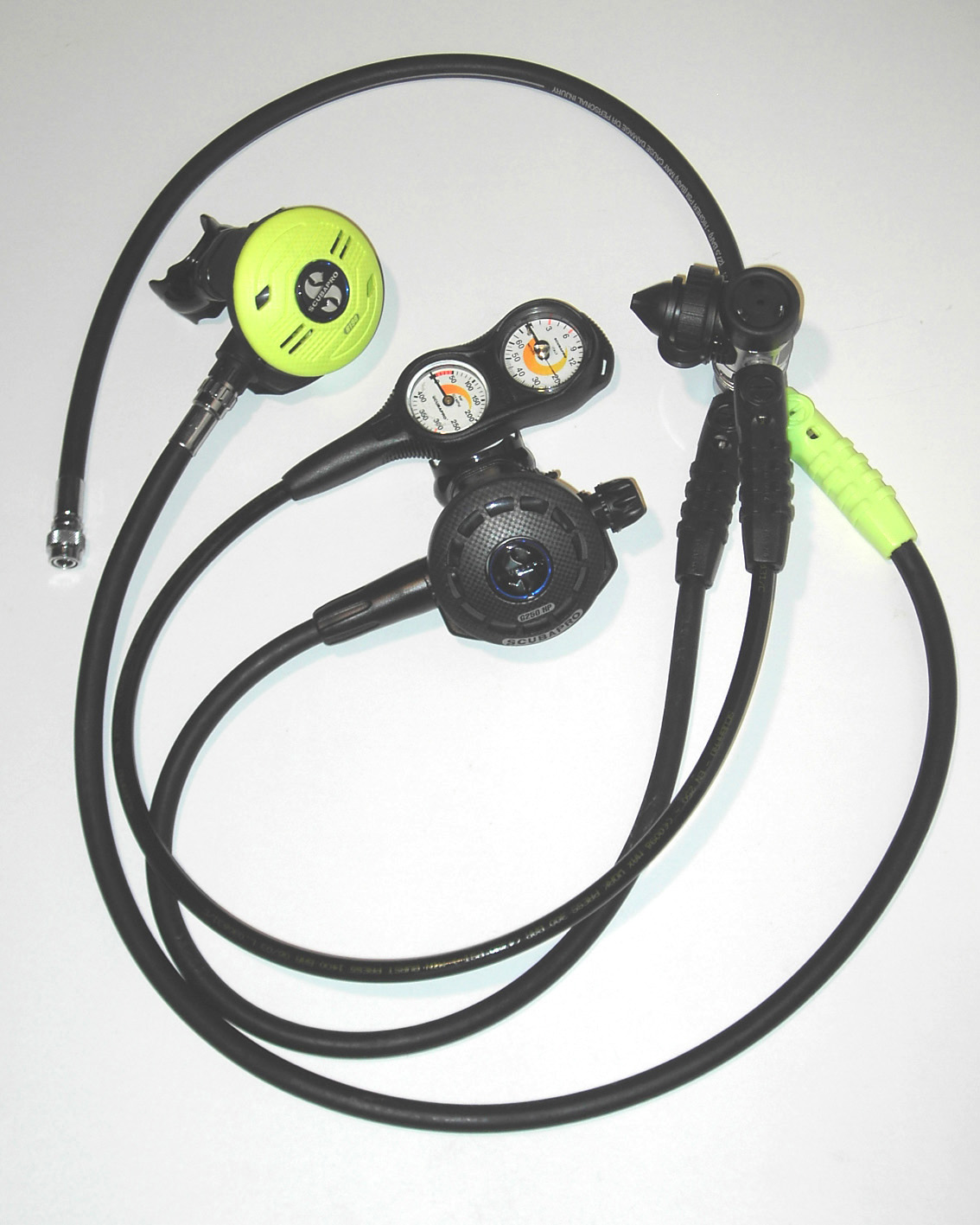
Die komplette Ausrüstung: Erste Stufe (rechts außen), Atemregler (schwarz), Oktopus (gelb), Finimeter (hier mit Tiefenmesser), Inflatorschlauch (für Tarierweste (Jacket, B.C.D.) oder Trockentauchanzug)

Der erste Atemregler wurde 1942 und 1943 von Émile Gagnan auf Anregung des bekannten französischen Meeresforschers Jacques-Yves Cousteau entwickelt und trug den Namen Aqualung. Er basierte in weiten Teilen auf früheren technischen Konzepten, wie etwa von Georges Comeinhes und Rouquayrol-Denayrouze.
Die ersten Zweischlauchautomaten besaßen nur eine Druckminderer-Stufe, die den Flaschendruck direkt auf Umgebungsdruck reduzierte. Da diese Regelung zu einer hohen Ventilansteuerkraft führt, die der Taucher durch das Einatmen und den dadurch erzeugten leichten Unterdruck erreichen musste, wurde bald darauf ein zweistufiges Prinzip eingeführt. Dieses zweistufige Herunterregeln des Flaschendrucks auf Umgebungsdruck ermöglicht eine wesentlich feinfühligere Einstellung des Ventils, das durch den Einatemunterdruck betätigt wird. Der Atemkomfort erhöht sich dadurch. Der Mitteldruck im System beträgt typisch etwa 8 bar über Umgebungsdruck. Ausgehend vom Bauprinzip des Einstufenautomaten wurden auch die ersten Zweistufenautomaten in einem Gehäuse direkt an dem Pressluftflaschenventil angeordnet.
Die Luft innerhalb dieses einen Gehäuses wird zunächst auf Mitteldruck und dann direkt auf Umgebungsdruck heruntergeregelt. Diese Luft mit Umgebungsdruck wurde dann vom Automaten durch zwei weiche und nicht druckbeständige Gummifaltenbalgschläuche zu einem Mundstück geführt. Die Luftführung in diesen beiden Faltenbalgschläuchen war durch Ein-Weg-Ventile so gesteuert, dass die Einatemluft durch den einen Schlauch zugeführt wurde und die Ausatemluft durch den anderen Schlauch nach hinten zum Atemregler abgeführt wurde, wo sie im Gehäuse ins umgebende Wasser abgeblasen wurde und durch Öffnungen frei austreten konnte. Da bei diesem Typ zwei gleichförmige Faltenbalgschläuche vom Mundstück zum Automaten führten, wurde dieser Typ Zweischlauchautomat genannt. Diese beiden voluminösen Faltenbalgschläuche haben lange Zeit das typische Bild eines Tauchers bestimmt.
Dieses Prinzip der zwei Schläuche hatte die Vorteile, dass das Mundstück sehr leicht war und dass keine störenden Blasen vor der Maske des Tauchers aufstiegen. Vor allem bei Unterwasserfotografen und -filmern war dies beliebt. Der Nachteil war hauptsächlich, dass die zweite Stufe nur auf den Umgebungsdruck herunterregeln konnte, an dem der Automat sich gerade befand, und nicht auf den Umgebungsdruck des Mundstücks. Das hatte zur Folge, dass am Mundstück ein deutlich höherer Luftdruck anstand, wenn der Atemregler sich etwas tiefer befand, und umgekehrt ein deutlich spürbarer Unterdruck, wenn der Atemregler höher lag. Beim Tauchen hatte das den Effekt, dass dem Taucher beim Aufstieg fast die Lunge aufgeblasen wurde, während man beim (kopfüber) Abtauchen stark saugen musste.
Dieses Bauprinzip hat sich aus diesem Grund nicht weiter durchgesetzt. Die zweite Stufe wurde in das Mundstück integriert, so dass die Atemluft mit dem Druck geliefert wird, der in unmittelbarer Umgebung des Mundes herrscht. Da bei diesen Automaten nur noch ein Schlauch, der Mitteldruckschlauch, zum Mundstück führt, wird dieser Typ Einschlauchautomat genannt. Einschlauchautomaten bieten darüber hinaus über einen Drucktaster vorn auf dem Gerät die Möglichkeit, das Ventil zwischen Mitteldruck und Umgebungsdruck manuell zu übersteuern und damit die sogenannte Luftdusche zu betätigen. Man kann so das Mundstück ausblasen oder z. B. einen Hebesack aufblasen.

## Funktionsweise

Membrangesteuerte erste Stufe im Schnitt (animiert)

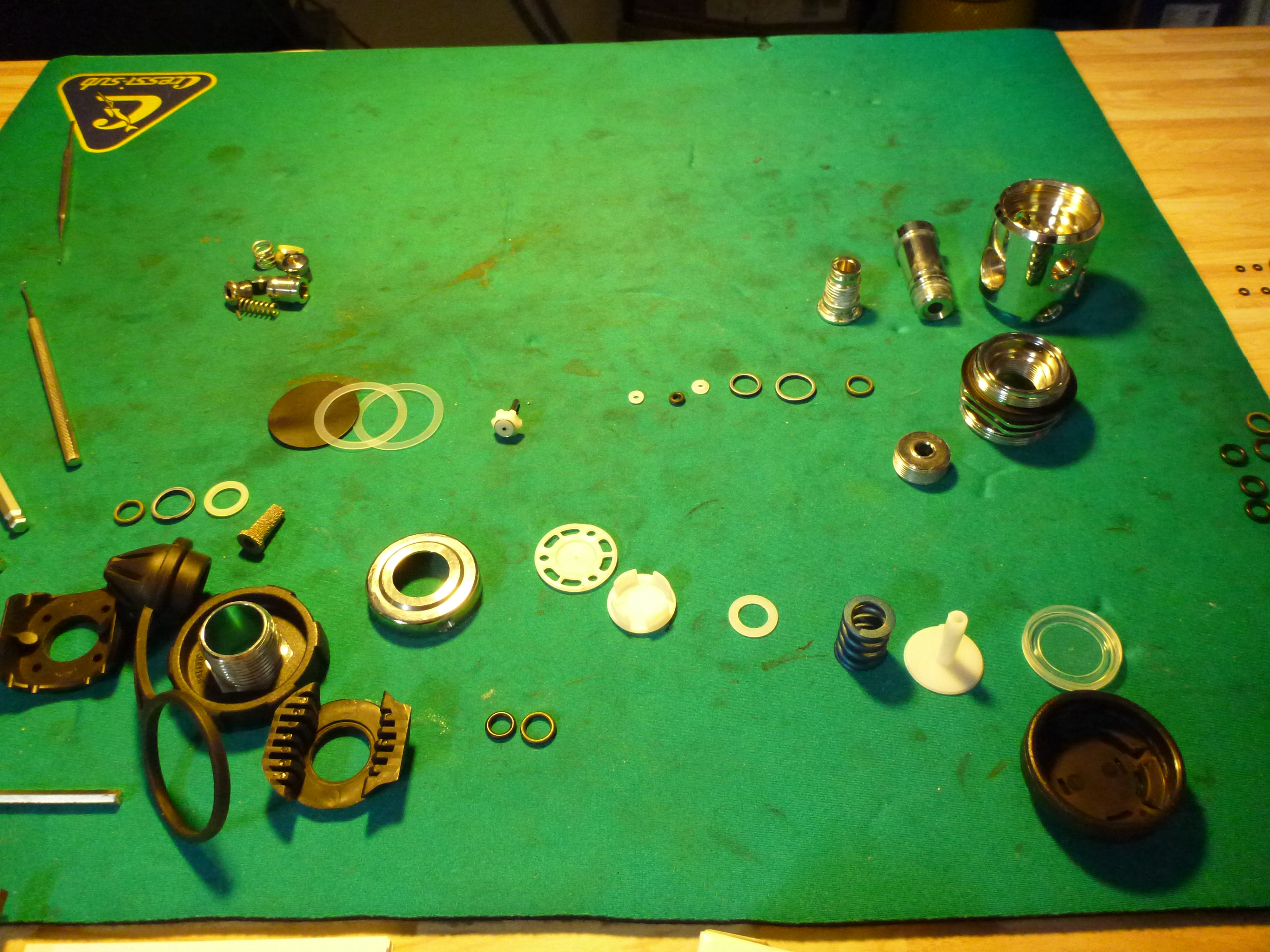
Erste Stufe in alle Einzelteile zerlegt

Zweite Stufe im Schnitt (animiert)

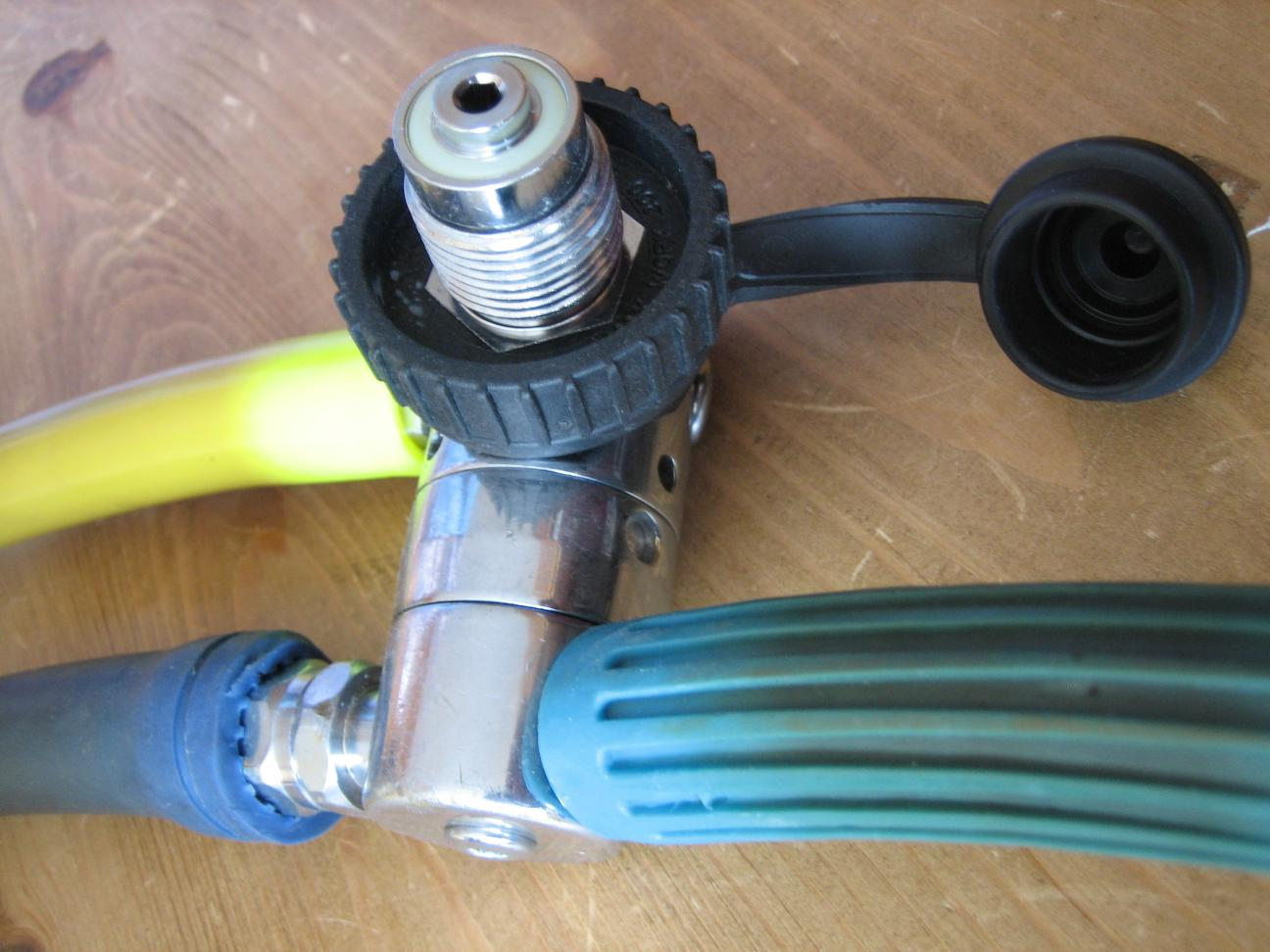
Erste Stufe mit DIN-Anschluss (Gewinde-Ausgangsanschluss)

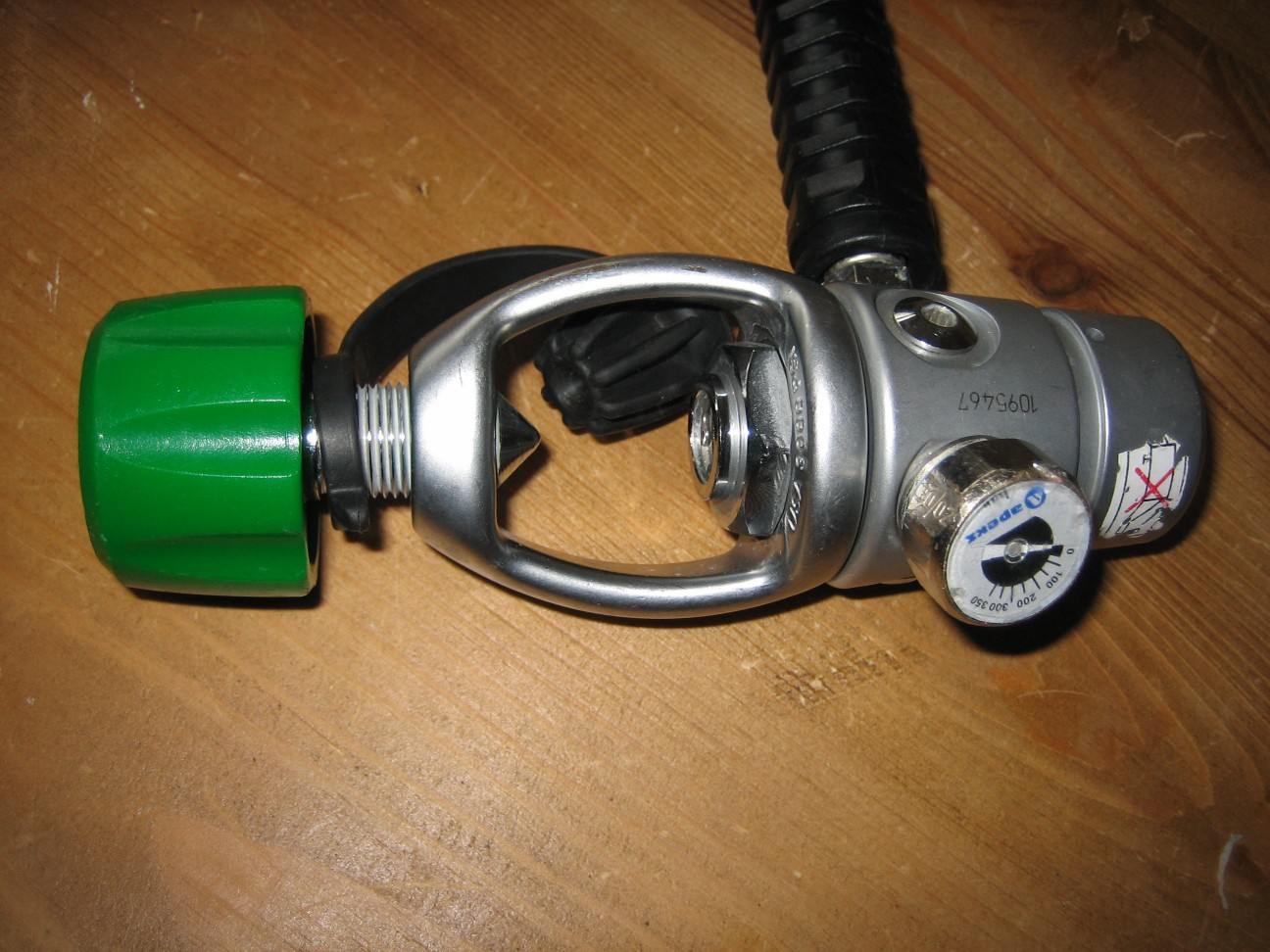
Erste Stufe mit INT-Anschluss (Bügel-Ausgangsanschluss) und einer aufgeschraubten Druckanzeige

Das vorherrschende Bauprinzip besteht aus folgenden Elementen:
Die erste Stufe (Druckminderer) wird direkt an das Ventil der Druckluftflasche angeschlossen. Es sind zwei Arten von Flaschenanschlüssen verbreitet, der sogenannte DIN- (Gewinde-Ausgangsanschluss; international normiert nach DIN EN 144-2/3 und ISO 12209-2) und der sogenannte INT-Anschluss (Bügel-Ausgangsanschluss; international normiert nach ISO 12209-3). Die erste Stufe hat mindestens einen Mitteldruckanschluss (MD; englisch LP für Low Pressure) für die zweite Stufe. Meist verfügt sie jedoch über weitere MD-Anschlüsse, z. B. für einen sogenannten Oktopus (eine zusätzliche zweite Stufe) und für den Anschluss des Inflators der Tarierweste. Zusätzlich ist auch noch mindestens ein Hochdruckabgang (HD; englisch HP für High Pressure) für das Finimeter vorhanden, um den Restdruck und damit den verbleibenden Atemgasvorrat in der Flasche bestimmen zu können. Die erste Stufe besteht aus verchromtem Messing, rostfreiem Edelstahl oder Titan. Einige Hersteller deklarieren deren erste Stufe als „kaltwassertauglich“, so dass man diese Atemregler auch in kalten Gewässern nutzen kann und das Risiko des Vereisens minimiert wird. Hier gibt es allerdings keine festen Vorgaben, ab wann ein Atemregler als kaltwassertauglich deklariert werden kann. Zudem können bei hohem Durchfluss von Atemgas auch diese Regler vereisen (bspw. wenn über neben der normalen zweiten Stufe auch der Oktopus in Verwendung ist).
Die zweite Stufe, die über einen Mitteldruckschlauch (MD) mit der ersten Stufe verbunden ist, besteht entweder ebenfalls aus Metall (Messing, Edelstahl), aus Kunststoff oder aus einer Kombination beider Materialien. Sie ist der Teil des Automaten, der sich direkt vor dem Mund befindet und den Träger über ein Mundstück mit Atemgas versorgt.
Der im Mitteldruckschlauch anstehende Druck wird in der zweiten Stufe über ein federbelastetes Ventil zunächst abgeschlossen. Die Federkraft ist so eingestellt, dass das Ventil gerade geschlossen bleibt. Ein kleiner Kipphebel am Ventil kann dieses bei leichter Betätigung öffnen. Dieser Kipphebel wird über eine Membran betätigt, die den Umgebungsdruck mit dem Druck im Mundstück vergleicht. Atmet der Träger ein, so erzeugt er im Mundstück einen Unterdruck gegenüber der Umgebung. Hierdurch wird die Membran aus ihrer Ruhelage bewegt, über den Kipphebel öffnet sich das Ventil der zweiten Stufe, und Atemgas strömt ins Mundstück – der Benutzer kann einatmen. Diese Membransteuerung stellt sicher, dass der bereitgestellte Druck des Atemgases sich stets an den Druck der Umgebung anpasst und so ein leichtes Atmen ermöglicht. Bei Tauchern müsste der Brustkorb sonst beim Einatmen gegen den mit der Tauchtiefe ansteigenden Wasserdruck anarbeiten, was schon in wenigen Metern Tauchtiefe das Einatmen unmöglich machen würde.
Das Ausatmen wird über ein weiteres Ventil an der zweiten Stufe ermöglicht. Dieses besteht meist aus einer dünnen Gummi- oder Silikonmembran, die in ihrer Ruhestellung vor dem Ausblasloch liegt und es abdichtet. Eine Beschädigung dieser Membran kann beim Einatmen zum Einströmen des umgebenden Mediums in den Mundraum und die Lungen führen, was abhängig von Menge und Medium störend bis lebensgefährlich sein kann (Einatmen von Wasser, Einatmen giftiger Gase).
Zwei weitere für Taucher wichtige Funktionen können ebenfalls in die zweite Stufe integriert sein: der Blasenabweiser und die Luftdusche. Der Blasenabweiser ist ein vergrößerter und an die Seite verlegter Abgang des Ausatemventils. Dieser bewirkt, dass die abgeatmete Luft seitlich hinter der Tauchmaske entweicht und nicht durchs Sichtfeld strömt. Die Luftdusche besteht aus einer Taste am Gehäuse, über die man die Einatem-Membran manuell eindrücken kann. Hierdurch strömt Luft durch die zweite Stufe und das Mundstück. Wird das Mundstück im Mund gehalten, entweicht der Luftüberschuss über das Ausatemventil und reißt dabei evtl. in der zweiten Stufe befindliches Wasser mit sich. Die Luftdusche findet außerdem Verwendung, um Hebesäcke und Signalbojen unter Wasser mit Luft zu befüllen.
Bei modernen Tauchausrüstungen sind an der ersten Stufe üblicherweise mindestens folgende vier Zubehörteile angeschlossen:
1. Die zweite Stufe
2. Der Oktopus – eine weitere zweite Stufe als Notfallersatz für den Benutzer oder einen Tauchpartner.[Anm. 1]
3. Der oder mehrere Inflatorschläuche für die Tarierweste (Jacket) und/oder den Trockentauchanzug. Diese ermöglichen es dem Taucher, im Wasser zu tarieren. So kann er den statischen Auftrieb positiv, negativ oder neutral einstellen.
4. Das Finimeter – ein Manometer, das dem Taucher den Flaschendruck und damit den verbleibenden Luftvorrat in der Flasche anzeigt. Das Finimeter kann in einer Konsole mit weiteren Instrumenten kombiniert sein, zum Beispiel mit Tiefenmesser, Kompass und Tauchcomputer.

Atemregler sind ausfallsicher aufgebaut (Fail-Safe). Wenn sie ausfallen, unterbrechen sie die Luftzufuhr nicht. Sie lassen in diesem Fall die Luft kontinuierlich ausströmen. Es wird von den meisten Herstellern ein Revisionsintervall von einem Jahr bzw. von 100 Tauchgängen empfohlen.

## Varianten
Der Atemregler für Pressluftatmer, wie er unter anderem auch bei der Feuerwehr verwendet wird, unterscheidet sich zwar im Aussehen von dem für Taucher, erfüllt jedoch dieselbe Funktion. Hier wird der Atemregler nicht in den Mund genommen, sondern direkt an die Atemschutzmaske angeschraubt. Für die Feuerwehr-Taucher werden ebenso Vollgesichtstauchmasken eingesetzt. Das Ausatemventil ist hierbei im Atemregler integriert. Es gibt die Ausführung als Normaldrucktechnik und als Überdrucktechnik. Bei der Normaldrucktechnik entspricht der Luftdruck in der Maske etwa dem Umgebungsdruck; bei der Überdrucktechnik liegt er geringfügig über dem Umgebungsdruck, um bei einer (auch nur vorübergehenden) Undichtigkeit der Maske das Eindringen von giftigen Gasen zu verhindern. Der Nachteil besteht zum einen darin, dass dabei Luft in die Umgebung entweicht. Auf der anderen Seite erhöht sich, solange der Atemregler nicht angeschlossen ist, der notwendige Ausatemdruck. Dies liegt daran, dass der fehlende Atemregler keinen Überdruck herstellt und so das federbelastete Ausatemventil überwunden werden muss. Sobald der Atemregler in Betrieb ist, existiert kein Atemwiderstand. 
Es gibt Gerätetypen, bei denen die Warneinrichtung im Atemregler integriert ist.
Medizinische Atemregler werden in der Medizintechnik angewendet, wenn es um die Beatmung mit bestimmten Atemgasen oder um die Leistungsdiagnostik geht.